# Allertshausen (Maroldsweisach)
Allertshausen ist ein Gemeindeteil des Marktes Maroldsweisach im unterfränkischen Landkreis Haßberge in Bayern.

## Geographie
Das Dorf liegt im nordöstlichen Teil des Landkreises Haßberge am Nordhang des Zeilbergs. Die Gemarkung grenzt im Norden an Käßlitz in Thüringen. Nordöstlich von Allertshausen entspringt die Weisach, ein 11,5 Kilometer langer Nebenfluss der Baunach. Durch Allertshausen führen die Staatsstraßen 2284 und 2428, die den Ort mit der Bundesstraße 279 in Maroldsweisach und der Bundesstraße 303 in Hafenpreppach verbinden.

## Geschichte
Das Dorf entstand um 800 etwas abseits der alten Verkehrswege. Der Ortsnamen geht wohl auf den fränkischen oder thüringischen Edelmann Alhard zurück, „bei den Häusern des Alhard“. Die erste urkundliche Erwähnung war im Jahr 1317 in einem Lehensbuch, als Dyethricus de Humbrechtshusen den Zehnt in „Alchartshusen“ zugesprochen bekam. 1333 erhielten die Herren von Stein zu Altenstein fünf Teile des Zehnts zu „Alhartshusen“. Die restlichen Anteile besaßen die Herren von Humbrechtshusen. 1443 erhielten Rudolf, Claus und Thomas von Stein den ganzen Zehnt zu „Alhartzhawsen“. Die folgenden knapp 400 Jahre besaßen die Herren von Stein die Dorfherrschaft.
1576 gab es in dem Dorf 14 Behausungen. Im Verlauf des Dreißigjährigen Kriegs wurden im Herbst 1632 zwei adelige Häuser mit ihren Nebengebäuden, zwei Wohnhäuser und 17 Scheunen niedergebrannt. Schulden zwangen die Brüder Carl Franz und Christoph Franz von Stein ihren Besitz einschließlich der Nutzungsrechte in Allertshausen im Jahr 1810 an Franz Konrad von Schrottenberg, einem Bamberger Geheimrat und Hofmarschall, zu verkaufen.
1801 bestand in dem Dorf noch ein kleines Schloss, das Teil eines 63 mal 44 Meter großen Viereckgehöfts war. Die Bauwerke im Schlossbereich wurden an die Dorfbewohner verkauft. 16 Sölden und 7 Tropfhäuser befanden sich damals in Allertshausen.
1862 wurde Allertshausen in das neu geschaffene bayerische Bezirksamt Ebern eingegliedert. 1871 zählte das Dorf 181 Einwohner und 38 Wohngebäude. Die evangelische Schule stand im Ort. 1884 wurde ein Schulhaus mit einem Glockenturm errichtet. Der Unterricht fand im jährlichen Wechsel mit dem 3 Kilometer Voccawind statt. Im Jahr 1900 hatte die Landgemeinde 141 Einwohner, von denen 123 evangelisch waren, und 35 Wohngebäude. Die zuständige evangelisch-lutherische Pfarrei war im 1,5 Kilometer entfernten Maroldsweisach und die katholische Schule im 4 Kilometer entfernten Geroldswind. 1925 zählte der Ort 148 Personen in 37 Wohngebäuden. Das Dorf gehörte zum Sprengel der katholischen Pfarrei im 9 Kilometer entfernten Pfarrweisach.
Nach dem Zweiten Weltkrieg prägte bis 1989 die Lage an der innerdeutschen Grenze den Ort. 1950 standen in dem Dorf 30 Wohngebäude mit 227 Einwohnern. Der 280.000 DM teure Neubau einer einklassigen Volksschule mit einem Lehrerwohnhaus wurde 1965 eingeweiht.
Im Jahr 1970 zählte Allertshausen 182, 1987 143 Einwohner sowie 44 Wohnhäuser mit 48 Wohnungen. Am 1. Juli 1971 war die Eingliederung der Gemeinde nach Maroldsweisach. Am 1. Juli 1972 wurde der Landkreis Ebern aufgelöst und Allertshausen kam zum Haßberg-Kreis.
Seit 1996 betreibt das Diakonische Werk Bamberg-Forchheim als Tageszentrum eine sozialpsychiatrische Einrichtung in Allertshausen.

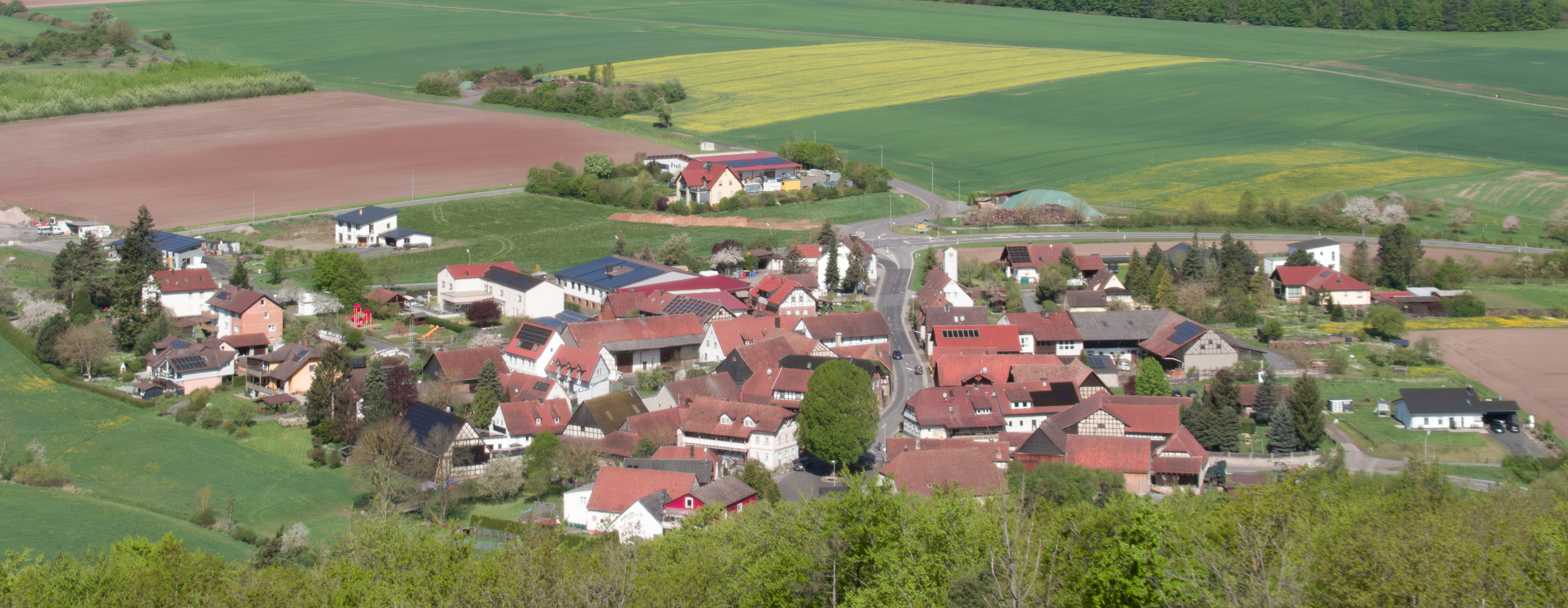
Blick vom Zeilberg auf Allertshausen

## Baudenkmäler
In der Bayerischen Denkmalliste ist ein Bauernhaus, ein eingeschossiges und giebelständiges Fachwerkhaus mit Halbwalmdach und Längslaube sowie der Bezeichnung 1797, als Baudenkmal aufgeführt.